# Bob Hoover
Pour les articles homonymes, voir Hoover.
Robert Anderson Hoover dit Bob Hoover, né le 24 janvier 1922 à Nashville (Tennessee) et mort le 25 octobre 2016 à Los Angeles (Californie), est un pilote militaire, puis pilote de show aérien.

## Biographie
Bob Hoover fut pilote de chasse dans l'armée de l'air des États-Unis et participa à la Seconde guerre mondiale, durant laquelle il fut abattu et fait prisonnier.
Après la guerre, il devint pilote d'essai et participa a divers programmes de recherches aéronautiques, comme l'évaluation d'avions allemands capturés, puis participa au programme X-1. Il fut ensuite embauché comme pilote d'essai civil par une filiale de General Motors, puis par North American Aviation où il réalisa l'essentiel de sa carrière. Par la suite, il entreprit une longue et brillante carrière de pilote acrobatique. Il est notamment connu pour ses exhibitions aériennes aux commandes d'un Shrike Commander ou d'un P-51 D Mustang acquis en 1962.

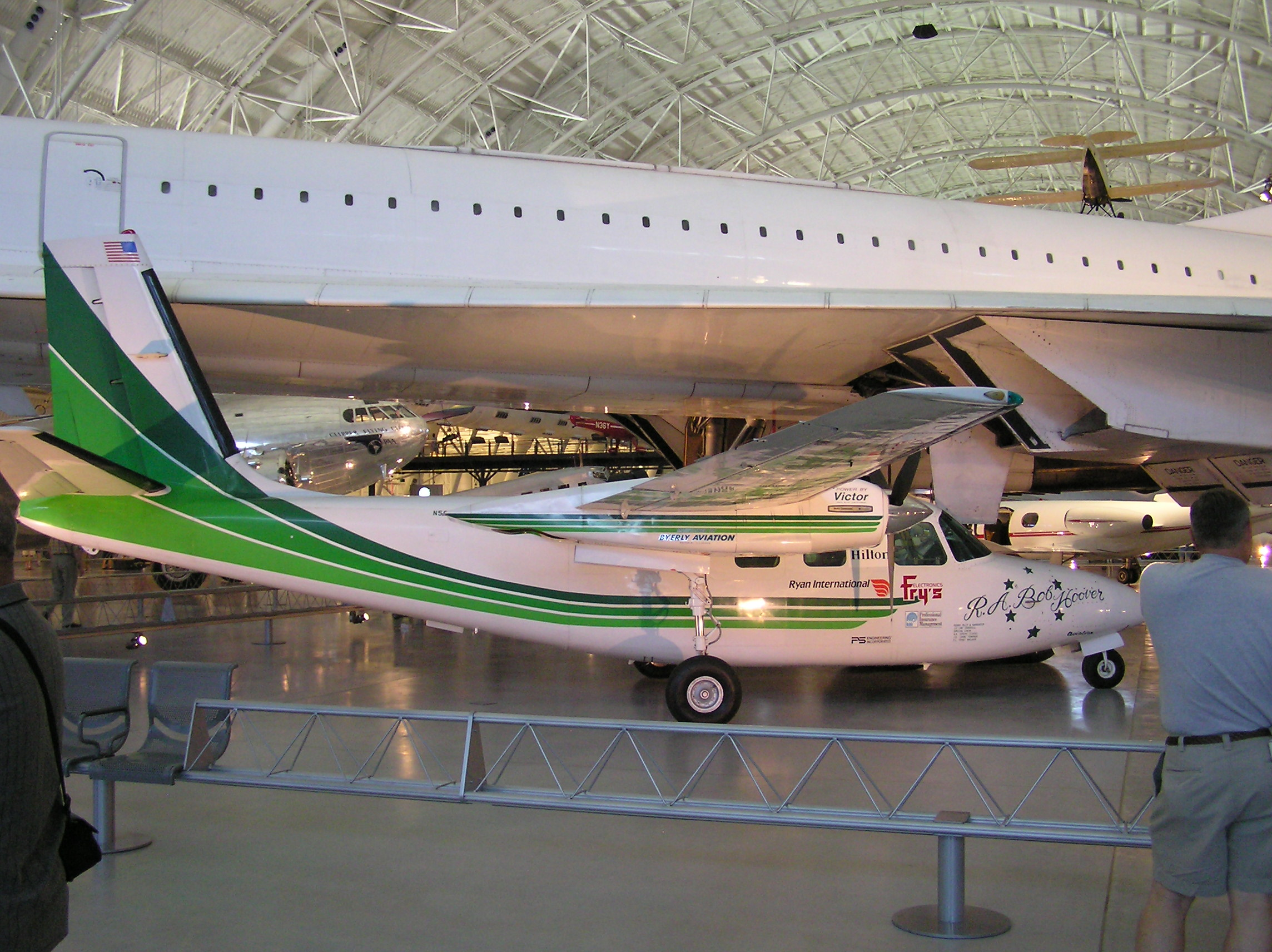
Le Shrike Commander de Bob Hoover (2004).